# Anke Huber
Anke Huber, nemška tenisačica, * 4. december 1974, Bruchsal, Zahodna Nemčija.
V posamični konkurenci je največji uspeh dosegla leta 1996, ko se je uvrstila v finale turnirja za Odprto prvenstvo Avstralije, kjer jo je v dveh nizih premagala Monica Seleš. Na turnirjih za Odprto prvenstvo Francije se je najdlje uvrstila v polfinale leta 1993, na turnirjih za Odprto prvenstvo ZDA v četrtfinale v letih 1999 in 2000, na turnirjih za Odprto prvenstvo Anglije pa v četrti krog. V konkurenci ženskih dvojic je največji uspeh dosegla leta 1992 z uvrstitvijo v polfinale turnirja za Odprto prvenstvo Francije. Leta 1992 je z reprezentanco osvojila Pokal federacij in leta 1995 Hopmanov pokal. Nastopila je na olimpijskih igrah v letih 1992 in 1996, najboljšo uvrstitev je dosegla v posamični konkurenci leta 1992, ko se je uvrstila v četrtfinale in osvojila peto mesto. 

## Finali Grand Slamov

### Posamično (1)

#### Porazi (1)
| Leto | Turnir                      | Nasprotnica v finalu | Rezultat finala |
| 1996 | Odprto prvenstvo Avstralije | Monica Seleš         | 4–6, 1–6        |